# Exequiel Palacios
Exequiel Alejandro Palacios (Famaillá, 5 oktober 1998) is een Argentijnse voetballer die doorgaans als middenvelder speelt. Hij verruilde River Plate in januari 2020 voor Bayer Leverkusen. Palacios debuteerde in 2018 in het Argentijns voetbalelftal, waarmee hij in 2022 wereldkampioen werd.

## Carrière

### River Plate
Palacios stroomde door vanuit de jeugd van River Plate. Hij debuteerde op 8 november 2015 in het eerste elftal, tijdens een met 0–2 verloren wedstrijd in de Primera División, thuis tegen Newell's Old Boys. Hij kwam in de 46e minuut in het veld als vervanger van Lautaro Arellano, die diezelfde wedstrijd ook debuteerde. Nadat Palacios ook in het volgende seizoen één keer inviel, kreeg hij in 2016/17 zijn eerste basisplaats. In de jaren daarna groeide hij uit tot basisspeler. In die hoedanigheid won hij met River Plate de Copa Libertadores 2018 en de Recopa Sudamericana 2019. Hij speelde in totaal 87 wedstrijden voor River Plate, waarin hij tien keer scoorde.

### Bayer Leverkusen
Palacios tekende in december 2019 een contract tot medio 2025 bij Bayer Leverkusen, waar hij in januari 2020 zou aansluiten bij de selectie. Hij maakte op 5 februari 2020 zijn debuut voor de Duitse club. Coach Peter Bosz gunde hem toen 90 minuten in een met 2–1 gewonnen wedstrijd in het toernooi om de DFB-Pokal thuis tegen VfB Stuttgart. Op 16 september 2021 scoorde hij in de UEFA Europa League tegen Ferencvaros zijn eerste doelpunt voor Bayer Leverkusen. Op 23 april 2022 scoorde hij, na meer dan twee jaar bij de club te zijn, zijn eerste Bundesliga-doelpunt voor Bayer Leverkusen in een 4-1 overwinning op SpVgg Greuther Fürth. 
In het seizoen 2022/23 werd hij onbetwist basisspeler van Bayer Leverkusen. Op 19 maart 2023 scoorde hij beide doelpunten in een 2-1 overwinning op FC Bayern München. 

## Clubstatistieken
| Seizoen | Club             | Competitie       | Competitie | Competitie | Beker | Beker | Internationaal | Internationaal | Totaal | Totaal |
| Seizoen | Club             | Competitie       | Wed.       | Dlp.       | Wed.  | Dlp.  | Wed.           | Dlp.           | Wed.   | Dlp.   |
| ------- | ---------------- | ---------------- | ---------- | ---------- | ----- | ----- | -------------- | -------------- | ------ | ------ |
| 2014/15 | River Plate      | Primera División | 1          | 0          | 0     | 0     | 0              | 0              | 1      | 0      |
| 2015/16 | River Plate      | Primera División | 1          | 0          | 0     | 0     | 0              | 0              | 1      | 0      |
| 2016/17 | River Plate      | Primera División | 8          | 0          | 1     | 1     | 1              | 0              | 10     | 1      |
| 2017/18 | River Plate      | Primera División | 9          | 2          | 3     | 2     | 11             | 1              | 23     | 5      |
| 2018/19 | River Plate      | Primera División | 14         | 1          | 12    | 2     | 11             | 0              | 37     | 3      |
| 2019/20 | River Plate      | Primera División | 15         | 1          | 0     | 0     | 0              | 0              | 15     | 1      |
| 2019/20 | Bayer Leverkusen | Bundesliga       | 3          | 0          | 2     | 0     | 2              | 0              | 7      | 0      |
| 2020/21 | Bayer Leverkusen | Bundesliga       | 9          | 0          | 2     | 0     | 2              | 0              | 13     | 0      |
| 2021/22 | Bayer Leverkusen | Bundesliga       | 23         | 2          | 2     | 0     | 7              | 1              | 32     | 3      |
| 2022/23 | Bayer Leverkusen | Bundesliga       | 25         | 4          | 1     | 0     | 8              | 1              | 34     | 5      |
| 2023/24 | Bayer Leverkusen | Bundesliga       | 20         | 3          | 3     | 2     | 4              | 0              | 27     | 5      |
| TOTAAL  | TOTAAL           | TOTAAL           | 128        | 13         | 26    | 7     | 46             | 3              | 200    | 23     |

Bijgewerkt t/m 5 april 2024. 

## Interlandcarrière
Palacios maakte deel uit van verschillende Argentijnse nationale jeugdselecties. Hij nam met Argentinië –17 deel aan het WK –17 van 2015 en met Argentinië –20 aan het WK –20 van 2017. Zijn ploeggenoten en hij strandden in beide toernooien in de groepsfase. Palacios debuteerde op 8 september 2018 in het Argentijns voetbalelftal, in een met 0–3 gewonnen oefeninterland tegen Guatemala.

## Erelijst
River Plate
- Copa Argentina: 2016/17, 2018/19
- CONMEBOL Libertadores: 2018
- CONMEBOL Recopa: 2019

 Argentinië
- FIFA WK: 2022
- CONMEBOL Copa América: 2021
- CONMEBOL–UEFA Cup of Champions: 2022